# Die tollkühnen Abenteuer des Captain Eddie
Die tollkühnen Abenteuer des Captain Eddie ist ein US-amerikanischer Spielfilm aus dem Jahre 1945 von Lloyd Bacon mit Fred MacMurray in der Titelrolle.

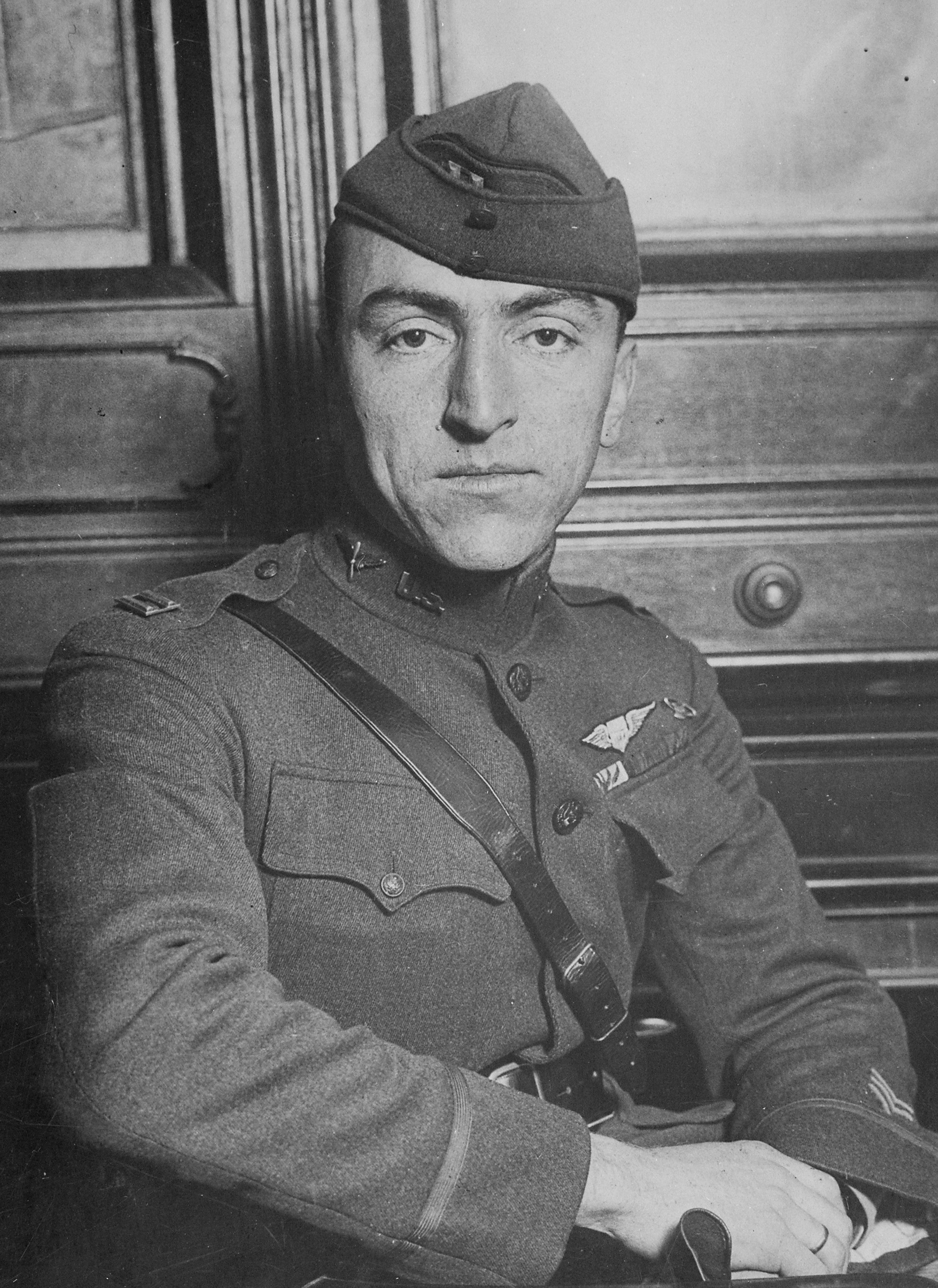
Edward Rickenbacker (1919)

## Handlung
In Rückblenden wird das Leben des Piloten Edward Rickenbacker erzählt, der auf amerikanischer Seite zu den Topfliegern im Ersten Weltkrieg zählte. Am 21. Oktober 1942 geht einem US-Transportflugzeug über den Südpazifik der Sprit auf und muss auf dem Ozean notwassern. Dabei geht der Flieger zu Bruch. Mit an Bord befinden sich sieben Besatzungsmitglieder, darunter auch Captain Eddie Rickenbacker, ein berühmter Erfinder, Rennfahrer und im Weltkrieg Amerikas „Nummer eins“ unter den Fliegerassen. Nachdem die Männer in drei Rettungsinseln geklettert sind, müssen sie feststellen, dass ihr Wasser, die Verpflegung und die medizinische Versorgung an Bord des sinkenden Flugzeugs geblieben sind. Drei der Überlebenden sind unterschiedlich schwer verletzt. Die Männer unterhalten sich über ihre Überlebenschancen. Captain Eddie macht ihnen angesichts der sich in den letzten 25 Jahren deutlich verbesserten Technologie Mut. Dann erzählt er von seinen Erinnerungen, die ihn zu dem werden ließen, der er heute ist.
In dem Städtchen Columbus in Ohio wurde Edward als eines von sieben Kindern eines Einwandererehepaars geboren. Sein Vater verdiente seinen Lebensunterhalt als Brückenbauer und förderte durch seine Tätigkeit Eddies Interesse an allen bautechnischen Belangen. Seine ersten eigenen Versuchsanordnungen, etwa mit Hilfe eines großen Regenschirms fliegen zu wollen, rief in der Mutter große Ängste hervor. Eines Tages kam Vater William bei einem Arbeitsunfall ums Leben, und seine Mutter bat ihren Sohn inständig, fortan Maschinen zu meiden. Eddie begann verschiedenartige Jobs anzunehmen, um bei der Ernährung der kleinen Familie zu helfen. Als er eines Tages den Autohändler Tom Clark kennenlernte, erkannte Eddie seine Liebe zum Automobil und überredete den Fabrikbesitzer Ike Howard, ihn bei sich zu beschäftigen. Mit seinem ersten Lohn in der Hand, ließ sich Eddie in einem klapprigen Flugzeug mitnehmen und erlitt eine Gehirnerschütterung, als er mit dem Flieger eine Bruchlandung vollzog. Mutter Elise nahm Eddie daraufhin das Versprechen ab, nie wieder mit einem Flugzeug aufzusteigen.
Zurück im Jahr 1942. Eddie hält seine Männer bei Laune. Die Nahrungsmittel sind verbraucht, und es droht der Hungertod. Den Verletzten geht es auch immer schlechter. Einer der Mitstreiter, Private John „Gentle“ Bartek, sucht und findet Trost beim Zitieren aus der Bibel. Zwei Wochen sind seit dem Absturz vergangen, und noch immer treibt man auf den Weiten des Ozeans. Die Schiffbrüchigen beten für Regen, Fische und Rettung.
Eddie kehrt mit seinen Gedanken in seine frühen Jahre zurück, nach Ohio. Eines Tages lernte er seine zukünftige Ehefrau Adelaide Frost kennen, deren Herz er bald erobern konnte. Rickenbacker war mittlerweile erwachsen geworden und arbeitete erfolgreich als Autohändler. 1917 wurde Eddie in Frankreich Fahrer des US-Generals Pershing. Eddies Mutter entband ihren Sohn vom Versprechen, nie mehr wieder in ein Flugzeug zu steigen, da sie erkannte, wie sehr er die Fliegerei liebt. Rasch wurde Rickenbacker ein exzellenter Luftkämpfer, dessen Ruhm bis heim in die Vereinigten Staaten reichte und ihm große Popularität einbrachte. Nach Kriegsende 1918 konnte Eddie endlich seine Adelaide zum Traualtar führen. Und auch ein weiterer Lebenstraum wurde wahr: Rickenbacker konnte endlich seine Pläne für eine eigene Fluggesellschaft in Angriff nehmen.
Wieder zurück auf dem Ozean im Jahre 1942: Ein gewaltiger Sturm schüttelt die kleinen Rettungsinseln ordentlich durch. Immerhin können die stark geschwächten Männer nunmehr Regenwasser trinken. Doch einer von ihnen, Alex, ist bereits zu sehr geschwächt und stirbt. Als es erneut zu einem Disput zwischen dem bibeltreuen Bartek und dem areligiösen Ltnt. Whittaker kommt, erinnert sich Eddie daran, wie Adelaide und ihre beiden Söhne nie die Hoffnung verloren hatten, als er einmal bei einem Flugzeugabsturz verletzt worden war. Nach drei Wochen auf hoher See geloben sich Whitaker und Bartek, ihren Streit zum Thema Glauben an Land auszukämpfen, sollten sie überleben. Die Stimmung verbessert sich ein wenig, nachdem eine Möwe auf Eddies Kopf landet und er sie einfängt, um sie mit den anderen zu verspeisen. Adelaide daheim hat sich ihren Glauben bewahrt, dass ihr Eddie noch lebt, obwohl das Kriegsministerium ihr mitteilt, dass man kurz davor stünde, die Suche nach den Schiffbrüchigen einzustellen. Einen Tag später hat auch Bartek seinen Glauben an eine Rettung verloren. In diesem Moment hört Eddie Flugzeuge über aller Köpfe hinwegsausen. Einer der Piloten lässt die Insassen der Flöße wissen, dass sie gesichtet wurden, und ein dankbarer Eddie erinnert sich an die Worte seines Vaters, mit der dieser einst den technischen Fortschritt pries.

## Produktionsnotizen
Die tollkühnen Abenteuer des Captain Eddie wurde zwischen Ende November 1944 und Ende Februar 1945 gedreht und am 19. Juni 1945 uraufgeführt. In Deutschland lief der Film nicht in den Kinos an, die Premiere fand am 5. April 1997 im ZDF statt.
Fred Sersen, Sol Halperin, Roger Heman senior und Harry M. Leonard erhielten für die Gestaltung der Spezialeffekte jeweils eine Oscar-Nominierung. Die Filmbauten entwarf Lyle R. Wheeler, ausgeführt von Maurice Ransford. Thomas Little und Walter M. Scott zeichneten für die Ausstattung verantwortlich. René Hubert gestaltete die Kostüme. Emil Newman war musikalischer Leiter.

## Kritiken
Im Lexikon des Internationalen Films heißt es: „Das in Rückblenden dargestellte Porträt Eddie Rickenbackers, einer authentischen Heldenfigur des Ersten Weltkriegs. Der Film schildert seinen Weg von den ersten technischen Experimenten, die ihn zur Luftfahrt führten, bis zu seinen Ruhmestaten. Zur Zeit der Uraufführung am Ende des Zweiten Weltkriegs mußte die Filmfigur als leuchtendes Beispiel wirken, aber an Stelle von patriotischer Propaganda gibt sich der Film mit der Lebensgeschichte eines Sympathieträgers zufrieden, die solide inszeniert und gespielt ist.“

„Routinierter Fliegerfilm, der dem aufregenden Leben des Eddie Rickenbacker nicht gerecht wird. Nicht mehr als Schema F.“

Halliwell‘s Film Guide fand, der Film sei eine „flach und überraschend armselig hergestellte Biografie mit wenig, das die Aufmerksamkeit aufrecht erhält.“